# Notolister catenatus
Notolister catenatus är en skalbaggsart som beskrevs av Lewis 1906. Notolister catenatus ingår i släktet Notolister och familjen stumpbaggar. Inga underarter finns listade i Catalogue of Life.